# ティベリウス・センプロニウス・グラックス (紀元前215年、213年の執政官)
ティベリウス・センプロニウス・グラックス（ラテン語: Tiberius Sempronius Gracchus, 紀元前213年没）は、第二次ポエニ戦争期の共和政ローマの政治家、軍人。紀元前215年と213年に執政官を務めた。父は同名のティベリウス・センプロニウス・グラックス、大グラックスの叔父になる（大グラックスの父はプブリウス・センプロニウス・グラックス）。

## 概説
グラックスが歴史に登場するのはカンナエの戦いの後で、アエディリス・クルリスの一人に選ばれ、祝祭（ルディ）を3日間開催した。その任期期間に独裁官となったマルクス・ユニウス・ペラのもとでマギステル・エクィトゥム（騎士長官）として指名されている。彼らは新兵を募集して4個軍団を編成し、更に兵員が足りなかったため奴隷の中から希望者8000人を集って公費で武装させた。彼らは身代金が安く済むため好ましく思われた。更にガリア人からも募兵し、死刑囚や借金で投獄されていた者の中から国家に奉仕する意思のある者には恩赦を与えて6000人の兵士を得、ガイウス・フラミニウスがガリア人から奪った戦利品で武装させ、25000の軍団を率いてカンパニアへ出発した（カプア包囲戦の前哨戦）。
独裁官の軍はハンニバルに攻撃されていたカシリヌム周辺でカルタゴ軍と戦ったが、年を越したためグラックスに軍を預け、自分が不在の間は軽率に動かないよう厳命を下し、ローマへ戻った。飢えに苦しむカシリヌムの現状と独裁官の厳命の狭間で苦しむグラックスは、密かに川から幾度かカシリヌムに食料を送り込むことに成功した。ローマに戻った独裁官は元老院からの要請で翌年の執政官選挙を行った。
グラックスはこの選挙で執政官に選出され、紀元前215年3月15日に就任したが、この年同僚執政官に選出されていたルキウス・アルビヌスは、ガリア・キサルピナで敵軍の待ち伏せに遭い、就任前に戦死していた。人々は補充執政官としてマルクス・クラウディウス・マルケッルスの選出を望んだが、パトリキからは執政官の両名がプレブス出身者となることを警戒する声が出た。グラックスはマルケッルスがカンパニアから帰還するまで選挙を延期することを持ちかけ、事態が落ち着くのを待った。
マルケッルスは全会一致で執政官に選出されたが、落雷があったためアウグルに選挙の不備を指摘され、またパトリキもプレブス2名が執政官となるのは初めてのことで神々が怒っていると触れ回ったため、マルケッルスは辞任しクィントゥス・ファビウス・マクシムスが選ばれた。グラックスは奴隷と同盟軍25000からなる軍団の司令官となった。
彼はこの「奴隷軍団」の優秀な指揮官として名が知られるようになり、また一部が敵前逃亡（ローマ軍では十分の一刑に相当する重罪）を犯しても寛大に接し、彼らからの忠誠と信頼を勝ち取ったという。紀元前214年には前執政官待遇で奴隷軍団を率いて中央、南イタリアに転戦、ハンニバルと対峙した。その戦いぶりは凄まじいものだったという。
紀元前213年に彼は再び執政官に選ばれる。その年の冬、任期が終わり次の年の執政官の命で奴隷軍団から離れた際に不意打ちに遭って殺された。ハンニバルはグラックスを丁重に葬り、その遺灰をローマに届けたと言う。そして国家ローマではなく司令官個人への忠誠心で成り立っていた「奴隷軍団」は霧散してしまった。

## 親族
- 甥：大グラックス